# Elizabeth Daryush
Elizabeth Daryush (geb. 5. Dezember 1887 in London als Elizabeth Bridges; gest. 7. April 1977 in London) war eine britische Dichterin, die vor allem in der ersten Hälfte des 20. Jahrhunderts tätig war. Sie war bekannt für ihren formellen und traditionsbezogenen Stil, der im Kontrast zu den modernen Strömungen ihrer Zeit stand.

## Leben
Elizabeth Daryushs Vater Robert Bridges war ebenfalls Lyriker und wurde unter Georg V. zum Poet Laureate. Ihr Großvater mütterlicherseits war der Architekt Alfred Waterhouse. Die Familie pflegte Umgang mit anderen namhaften Literaten wie Thomas Hardy, John Masefield, Robert Graves und Gerard Manley Hopkins, mit denen die junge Elizabeth Bridges teils schon früh im Leben in Kontakt kam. Den ersten Teil ihrer Kindheit verbrachte sie in dem kleinen Dorf Yattendon in der Grafschaft Berkshire im südlichen England. Recht früh übersiedelte sie aber nach Boars Hill in der Gegend von Oxford, wo ihr Vater ein Haus besaß.
Daryush studierte in Oxford Persische Literatur und betätigte sich dabei auch als Übersetzerin. Sie heiratete den persischen Regierungsbeamten Ali Akbar Daryush, dem sie 1923 begegnete, und zog mit ihm zunächst in seine Heimat. Schon 1927 kehrte das Ehepaar aber zurück nach Boars Hill, wo Elizabeth Daryush den Rest ihres Lebens verbringen sollte. In den dreißiger Jahren veröffentlichte sie eine Reihe von Gedichtbänden, die als ihre besten Werke gelten. Den größten Erfolg hatte sie dabei in den Vereinigten Staaten; in ihrer Heimat reichte ihre Bekanntheit nicht an die ihres Vaters heran.
Die meiste Zeit führte Daryush ein recht zurückgezogenes Leben und mied die Öffentlichkeit. Einen späten Ruhm erlebte sie noch einmal in den siebziger Jahren, als sie von einer Generation jüngerer Lyriker entdeckt wurde, nachdem Roy Fuller und Donald Davie durch Beiträge zu ihren letzten beiden Bänden intensive Aufmerksamkeit auf sie lenkten.
Auch früher in ihrem Leben war schon die Unterstützung von namhafteren Kollegen für die Beachtung verantwortlich gemacht worden, die Daryush entgegengebracht wurde – ihr erster Gedichtband Charitessi wurde von William Butler Yeats gelobt, während ihr Erfolg in Amerika auf die nachdrückliche Unterstützung von Yvor Winters zurückgeführt wurde.
Sie starb im April 1977 im Alter von 89 Jahren.

## Werk
Der Stil von Elizabeth Daryush gilt als konventionell und teilweise archaisch. Sie hatte wenig Interesse an der literarischen Moderne und äußerte sich wiederholt abfällig über zeitgenössische Strömungen, die sie für beliebig und wenig diszipliniert hielt. Schriftstellern, die sie nicht schätzte, trat sie als scharfe Kritikerin entgegen. Auch an sich selbst legte Dayrush aber strenge Maßstäbe an. Sie perfektionierte ihren Umgang mit dem syllabischen Versprinzip und war an Form, Tradition und klassischer Metaphorik interessiert – eine Ästhetik, die sie nach Einschätzung von John Timpane von ihrem Vater übernommen hatte. Die Stärke ihrer Lyrik wird von Bewunderern wie Yvor Winters in der Klarheit ihrer Sprache und ihres Stils gesehen.
Während sie ihre poetische Agenda nie aufgab, entwickelte Daryush durchaus ihre Themensetzungen weiter. Laut John Finlay im Dictionary of Literary Biography ist ihr frühes Werk mit konventionellem Material und Vergangenheitsbezügen beschäftigt; später betont Yvor Winters dagegen ihre Hinwendung zur sozialen Gerechtigkeit und zum menschlichen Leid. Zwischen Kritikern besteht Uneinigkeit darüber, ob Daryushs archaische Stilistik und Form dabei ihren Texten eine besondere Kraft geben oder eher ein gescheiterter Versuch sind, eine angemessene Sprache zu finden.

## Veröffentlichungen
- Charitessi (1911), als Elizabeth Bridges
- Verses (1916), als Elizabeth Bridges
- Second Book Verses (1932)
- Third Book Verses (1933)
- Fourth Book Verses (1934)
- The Last Man and Other Verses (1936)
- Sixth Book Verses (1938)
- Verses: Seventh Book (1971)
- Collected Poems (1976)

## Belege
1. 1 2 3 4 5   Artikel zu Elizabeth Daryush in Joanne Shattock: The Oxford Guide to British Women Writers, S. 128f., Oxford University Press: Oxford (1993)
2. 1 2 3 4  John Timpane: Elizabeth Daryush, in: Paul und Jane Schlueter (Hg.): An Encyclopedia of British Women Writers, S. 194f., Rutgers University Press: New Brunswick (1998)
3. ↑  Elizabeth Daryush auf poetryfoundation.org, abgerufen am 11. Januar 2023